# 8168 Rogerbourke
8168 Rogerbourke (1991 FK1) là một tiểu hành tinh vành đai chính được phát hiện ngày 18 tháng 3 năm 1991 bởi E. F. Helin ở Palomar.